# Волоти
Волоти  (велети) — східно-слов'янські міфологічні персонажі, відомі з фольклору і з деяких середньовічних рукописів («Слова» Григорія Богослова, «Толковая Палея» та інші).
У давньоруських текстах «волоти» — гігантські, красиві предки людей, які виросли з насіяних Змієвих зубів. У фольклорних переказах «волоти» — героїчні велетні, що виривали дерева і пересували гори. За переказами вони перетворилися в камені або живими пішли в землю. Їхні могили — кургани, які називаються «волотовками», «волотками». У багатьох легендах волоти відносяться до потойбічного світу. Дослідники вказують на схожість образів волотів і язичницького божества Велеса.